# Kamara Rock Trio
A Kamara Rock Trio egy magyar zenekar, amely 1984 és 1986 között működött, majd 2018-ban újra összeállt. Munkásságuk a rockzenét, a költészetet és az abszurd humort ötvözi. Az 1980-as években több mint 600 koncertet adtak Szentmihályi Szabó Péter verseit adva elő. Egyik legismertebb dalok, a Kacsamajom klipje az 1987-es Moziklip című filmben is szerepelt, valamint a film dalaiból készült zenei albumra is felkerült.

## Tagok
- Árpádi László (ének, gitár)
- Gay Tamás (ének, szintetizátor)
- Laár András (ének, gitár)